# Agnete Carlsen
Agnete Carlsen (Moss, 15 de janeiro de 1971) é uma futebolista norueguesa. 

## Carreira
Foi medalhista olímpica de bronze pela seleção de seu país em 1996.